# Humocaro Alto (Venezuela)
Pour les articles homonymes, voir Humocaro.
Humocaro Alto est la capitale de la paroisse civile d'Humocaro Alto de la municipalité de Morán de l'État de Lara au Venezuela. Elle abrite notamment l'abbaye d'Humocaro.